# Sara Uddståhl
Sara Uddståhl, född 17 maj 1976 i Umeå, är en svensk beachvolleybollspelare. Hon började sin karriär som inomhusspelare men övergick senare till beachvolleyboll. 
Uddstål är utbildad civilekonom. 2005-2008 spelade hon på heltid tillsammans med  Karin Lundqvist. Efter en knäskada, samt skilda meningar om hur Lundqvist och Uddståhl skulle fortsätta satsningen på OS 2008, avbröt man sitt samarbete.